# コンセール
コンセール（フランス語：concert）は、バロック音楽においてフランス式の管弦楽組曲を指す用語。コンサート（英語：concert）やコンチェルト（イタリア語：concerto）、コンツェルト（ドイツ語：Konzert）などと同じ語源から用法が派生したもの。現在のフランス語でコンセールは「音楽会」の意味もある。
17世紀のフランス宮廷で、御前演奏会（concert）において演奏するため、また楽器演奏を嗜みとする王侯達が宮廷音楽家を交えて合奏を楽しむために作られたのが始まりである。舞曲を中心とする小曲が数楽章連なった、おおよそ古典組曲と同様の形式を取る。第1楽章には通常プレリュード（前奏曲）が置かれるが、時にフランス式序曲形式が用いられる場合もある。演奏は室内楽的な小規模のアンサンブルで、ヴァイオリンやヴィオール、オーボエ、フラウト・トラヴェルソ、バスーン、クラヴサンなどの楽器群から、楽章によって様々な楽器が登場して独奏的な活躍の機会を与えられる。
ドイツ流の管弦楽組曲（Ouvertüre）と類似するが、コンセールの場合、第1楽章が必ずしもフランス式序曲でないこと、概してより室内楽的であることが異なる。他に類似する形式としてはコレッリ様式の合奏協奏曲（その中でも室内コンチェルト）があるが、コンセールではコンチェルティーノとリピエーノの区別があまり無く、リトルネロ形式も取らず、いわば各楽章が各楽器のための独奏であるという点が異なる。
フランソワ・クープランの曲集「王宮のコンセール」「新しいコンセール」や、ジャン＝フィリップ・ラモーの「コンセール形式によるクラヴサン曲集」が代表的作例である。近代音楽では、フランシス・プーランクの「田園のコンセール」が、バロック音楽への復古的志向からコンセールという言葉を用いている。
同じくバロック音楽でも用いられる「コンチェルト」＝協奏曲（イタリア語）や「コンソート」（英語）と同語源だが、それぞれ意味が異なるものである。フランス語ではそれぞれ、concerto（コンセルト）、consort（コンソール）と称して区別している。なお、現代フランス語ではコンサートの意味で用いられ、19世紀には複数形 concerts がコンサート・オーケストラの名称に付けられたが（コンセール・パドルー、コンセール・ラムルーなど、今日も活動している）、当然ながら語源まで遡らないと共通点は見出せない。